# Processador ARM Sitara

A família de processadores ARM Sitara, desenvolvida pela Texas Instruments, oferece ARM Cortex-A8 e tecnologia ARM9 para servir uma ampla base de aplicações. O desenvolvimento do processadores Sitara tem suporte para comunidade opensource Beagleboard, bem como para comunidade Texas Instruments de código aberto. 

## Modelos de processador Sitara
Processadores ARM Sitara disponíveis são:
| Modelo | Núcleo                    | DMIPs    | GPU    | Memória                 | SO                                        | Features                                                                      | Applicações                               | Valores em Dólar           | Datasheet                                   |
| ------ | ------------------------- | -------- | ------ | ----------------------- | ----------------------------------------- | ----------------------------------------------------------------------------- | ----------------------------------------- | -------------------------- | ------------------------------------------- |
| AM18x  | ARM9 até 456 MHz          | até 410  | N/A    | LPDDR1/DDR2             | Linux/StarterWare/ WinCE                  | Controlador LCD, SATA, Video In/Out, 10/100 Mbit/s EMAC, USB com PHY          | Smart meter, roteador Wi-Fi               | Começando por $4.55 (10K)  | http://www.ti.com/lit/ds/symlink/am1808.pdf |
| AM335x | ARM Cortex-A8 até 1 GHz   | Até 2000 | SGX530 | LPDDR1/DDR2/ DDR3/DDR3L | Linux/Android/ StarterWare/WinCE/ FreeBSD | Controlador LCD, CAN, 10/100/1000 Mbit/s EMAC                                 | PND, Connected Home, Automação industrial | Começando por $7.50 (10K)  | http://www.ti.com/lit/ds/symlink/am3358.pdf |
| AM35x  | ARM Cortex-A8 até 600 MHz | Até 1200 | SGX530 | LPDDR1/DDR2             | Linux/Android/ WinCE                      | Display Subsystem, Video In/Out, 10/100 Mbit/s EMAC, CAN, USB com PHY         | IA, PLC, Infotainment                     | Começando por $12.25 (10K) | http://www.ti.com/lit/ds/symlink/am3517.pdf |
| AM37x  | ARM Cortex-A8 até 1 GHz   | até 2000 | SGX530 | LPDDR1                  | Linux/Android/ WinCE                      | Display Subsystem, Video In/Out, PoP packaging, USB, Menor consumo de energia | PND, Ed. Tablet, PDT                      | Começando por $12.25 (10K) | http://www.ti.com/lit/ds/symlink/am3715.pdf |